# Obayashi Corporation
Obayashi est une entreprise japonaise de construction, fondée à Osaka en 1892. Elle est avec Takenaka Corporation, Kajima Corporation, Shimizu Corporation et Taisei Corporation, l'une des cinq principales entreprises japonaises dans ce secteur. Elle a réalisé en 2014 un chiffre d'affaires de 15,7 milliards de $.
Elle a une importante activité de conception architecturale.
En 2012, Obayashi Corporation s'est engagée à construire un ascenseur orbital reliant la terre à l'espace de manière à ne plus acheminer hommes et matériels par les moyens coûteux des lanceurs spatiaux comme les fusées à propulsion. La date d'achèvement avancée est 2050,. Cela permettrait ainsi la construction d'une station spatiale autour du point d'arrivée et la production de vaisseau spatiaux directement dans l'espace sans l'énergie nécessaire à l'extraction de la gravité terrestre.

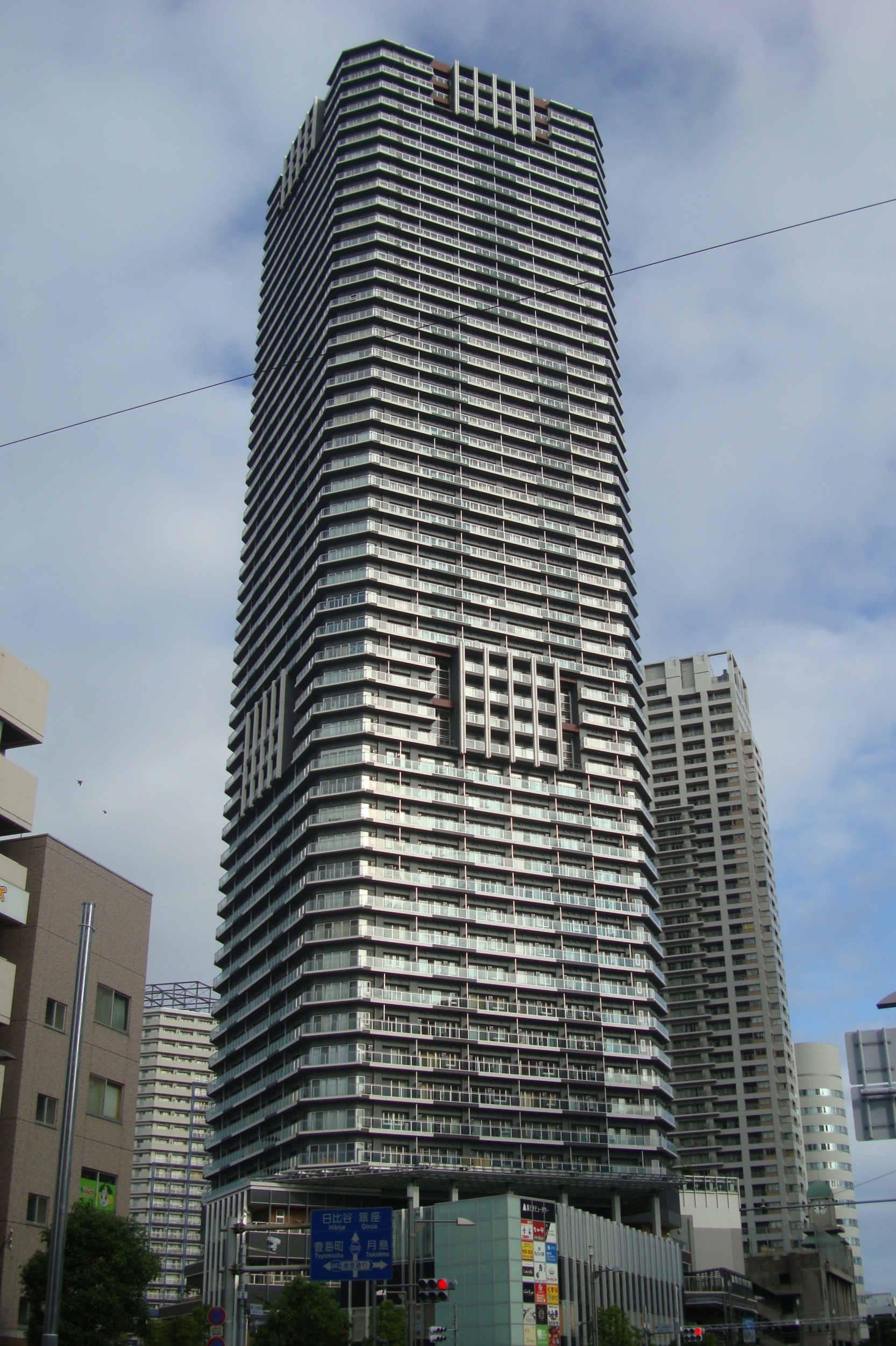
Kachidoki View Tower à Tokyo

Par ailleurs, voici quelques immeubles conçus par Obayashi :
- Wakeijuku, Tokyo, 1936[3] ;
- City Front Tower, Tokyo, 1991 ;
- Chiba Port Square Port Side Tower, Chiba, Japon, 1993 ;
- Hyatt Regency Osaka, Osaka, 1994 ;
- Taiyo Life Shinagawa Building, Tokyo, 2003 ;
- Uehonmachi Hills Mark, Osaka, 2007 ;
- Laurel Square Osaka Bay Tower, Osaka, 2007 ;
- Canal First Tower, Tokyo, 2008 ;
- City Tower Osaka Tenma The River and Parks, Osaka, 2009 ;
- Lions Tower Kotodai, Sendai, (Japon), 2009 ;
- Proud Tower Inage, Chiba, (Japon), 2009 ;
- Kachidoki View Tower,  Tokyo, 2010 ;
- Kokura D.C. Tower, Kitakyushu, (Japon), 2011 ;
- Grand Front Osaka Owners Tower, Osaka, 2013.
- Tokyo Skytree, Tokyo, 2012.
- Proud Tower Akashi, Akashi, Japon, 2017
- CIELIA Tower Shenri-Chuo, Toyonaka, Japon, 2019